# DJ Pinocchio
Singles de Pinocchio
Mon cœur fait boom boom
(2006) Pinocchio le clown
(2007)
Clip vidéo
[vidéo] « DJ Pinocchio », sur YouTube
DJ Pinocchio est une chanson du chanteur virtuel français Pinocchio extraite de son premier album, Mon Alboum !,, paru en novembre 2005.
Sortie en single fin juin 2006, elle a débuté à la 47e place en France et a atteint sa meilleure position à la 36e place la semaine suivante.

## Liste des titres
| 1. | DJ Pinocchio (Radio Edit)   | 3:24 |
| 2. | DJ Pinocchio (Instrumental) | 3:24 |
| 3. | DJ Pinocchio (Video Clip)   | 3:24 |

## Classements
| Classement (2006)               | Meilleure position |
| ------------------------------- | ------------------ |
| Belgique (Wallonie Ultratip 50) | 5                  |
| France (SNEP)                   | 36                 |

### Version allemande (DJ Pinocchio (spielt die Hits))
| Classement (2006)             | Meilleure position |
| ----------------------------- | ------------------ |
| Autriche (Ö3 Austria Top 40)  | —                  |
| Allemagne (GfK Entertainment) | 100                |
| Suisse (Schweizer Hitparade)  | —                  |